# Diatomee
Diatomeele sunt unele din cele mai comune tipuri de fitoplancton. Majoritatea sunt unicelulare, deși pot trăi în colonii sub formă de filament sau funde. Ele sunt producătorii lanțului trofic. O trăsătură aparte a celulei diatomeei constă în aceasta fiind învelită într-un perete celular unic, format din dioxid de siliciu hidratat. Acesta se compune din două părți asimetrice, cu o fisură între ele - de unde și numele algei. Dovezile fosile sugerează că originează din timpul, sau înaintea, perioadei jurasice. Diatomeele sunt folosite pentru monitorizarea condițiilor mediului și în studiul calității apei.
Diatomee-le elimina oxigen .Ele sunt si ,,colorantul'' marilor si oceanelor.